# Paróquias Patriarcais Ortodoxas Russas nos EUA
As Paróquias Patriarcais nos EUA (russo: Патриа́ршие прихо́ды в США) ou  Igreja Ortodoxa Russa nos Estados Unidos da América (inglês: Russian Orthodox Church in the USA) é o grupo de paróquias da Igreja Ortodoxa Russa nos EUA e México que estão sob a autoridade canônica do Patriarca de Moscou. Eram anteriormente conhecidas como Exarcado Russo da América do Norte antes que a autocefalia fosse concedida à Igreja Ortodoxa na América em 1970.

## Paróquias
O templo principal é a Catedral de São Nicolau, em Nova Iorque. Nova Iorque também abriga o único mosteiro das Paróquias Patriarcais dos Estados Unidos, o Mosteiro de Santa Maria do Egito.
As paróquias patriarcais nos EUA estão divididas em quatro decanatos: Estados do Atlântico, do Leste, do Oeste e do Centro.
| Paróquia                                       | Decanato             | País           | Cidade         | Estado            |
| Igreja de Todos os Santos da Rússia            | Estados do Leste     | Estados Unidos | Pine Bush      | Nova Iorque       |
| Igreja da Dormição da Mãe de Deus              | Estados Centrais     | Estados Unidos | Benld          | Illinois          |
| Elevação da Igreja de Santa Cruz               | Estados do Leste     | Estados Unidos | Hackettstown   | Nova Jersey       |
| Igreja da Santíssima Trindade                  | Estados do Atlântico | Estados Unidos | Baltimore      | Maryland          |
| Igreja da Natividade de Cristo                 | Estados Centrais     | Estados Unidos | Youngstown     | Ohio              |
| Igreja Nossa Senhora de Kazan                  | Estados ocidentais   | Estados Unidos | San Diego      | Califórnia        |
| Igreja Nossa Senhora de Kazan                  | Estados ocidentais   | Estados Unidos | Vale Spokane   | Washington        |
| Igreja Proteção da Mãe de Deus                 | Estados ocidentais   | México         | Los Reyes      | Tlalnepantla      |
| Igreja do Ícone Amaciador de Corações Malignos | Estados do Atlântico | Estados Unidos | Cape Coral     | Flórida           |
| Catedral de Santo André                        | Estados do Atlântico | Estados Unidos | Filadélfia     | Pensilvânia       |
| Igreja de Santo André                          | Estados Centrais     | Estados Unidos | East Lansing   | Michigan          |
| Mosteiro de São Demétrio                       | Estados do Leste     | Estados Unidos | Framingham     | Massachusetts     |
| Igreja de São Elias                            | Estados Centrais     | Estados Unidos | Battle Creek   | Michigan          |
| Igreja de São Jorge                            | Estados do Leste     | Estados Unidos | Bayside        | Nova Iorque       |
| Igreja de São Jorge                            |                      |                |                |                   |
| Igreja de São Gregório                         | Estados do Atlântico | Estados Unidos | Tampa          | Flórida           |
| Igreja de São Inocente                         | Estados Centrais     | Estados Unidos | Redford        | Michigan          |
| Igreja de São João Crisóstomo                  | Estados Centrais     | Estados Unidos | Grand Rapids   | Michigan          |
| Igreja de São João Batista                     | Estados do Leste     | Estados Unidos | Little Falls   | Nova Jersey       |
| Igreja de São Miguel                           | Estados do Atlântico | Estados Unidos | Filadélfia     | Pensilvânia       |
| Igreja de São Miguel                           | Estados Centrais     | Estados Unidos | Detroit        | Michigan          |
| Catedral de São Nicolau                        |                      | Estados Unidos | Nova Iorque    | Nova Iorque       |
| Catedral de São Nicolau                        | Estados ocidentais   | Estados Unidos | São Francisco  | Califórnia        |
| Igreja de São Nicolau                          | Estados do Leste     | Estados Unidos | Bayonne        | Nova Jersey       |
| Igreja de São Nicolau                          | Estados do Atlântico | Estados Unidos | Wilkes-Barre   | Pensilvânia       |
| Igreja de São Nicolau                          | Estados do Atlântico | Estados Unidos | Chester        | Pensilvânia       |
| Igreja de São Nicolau                          | Estados do Atlântico | Estados Unidos | Reading        | Pensilvânia       |
| Igreja de São Nicolau                          | Estados Centrais     | Estados Unidos | Edinboro       | Pensilvânia       |
| Igreja de São Nicolau                          | Estados Centrais     | Estados Unidos | Brookside      | Alabama           |
| Igreja de São Serafim de Sarov                 | Estados do Atlântico | Estados Unidos | N. Miami Beach | Flórida           |
| Sts. Catedral de São Pedro e Paulo             | Estados do Leste     | Estados Unidos | Passaic        | Nova Jersey       |
| Igreja de Sts. Pedro e Paulo                   | Estados do Leste     | Estados Unidos | Elizabeth      | Nova Jersey       |
| Igreja de Sts. Pedro e Paulo                   | Estados do Leste     | Estados Unidos | Manchester     | Nova Hampshire    |
| Igreja de Sts. Pedro e Paulo                   | Estados do Atlântico | Estados Unidos | Scranton       | Pensilvânia       |
| Igreja de Sts. Pedro e Paulo                   | Estados do Atlântico | Estados Unidos | St. Helena     | Carolina do Norte |
| Igreja dos Três Santos                         | Estados do Leste     | Estados Unidos | Garfield       | Nova Jersey       |

## Bispos
Vigário de Sua Santidade Patriarca de Moscou e de Toda a Rússia, Administrador das Paróquias Patriarcais nos EUA:
- Macário (Svistun), Bispo de Uman (1970-1974);
- Jó (Tyvoniuk), Bispo de Zaraisk (1975-1976);
- Irineu (Seredny), Bispo de Serpukhov (1976-1982)
- Clemente (Kapalin), Bispo de Serpukhov (1982-1990);
- Macário (Svistun), Bispo de Klin (1990-1992);
- Paulo (Ponomaryov) , bispo de Zaraisk (1992-1999);
- Mercúrio (Ivanov), Bispo de Zaraisk (2000–2009);
- Jó (Smakouz), Bispo de Kashira (2009-2010);
- Justiniano (Ovchinnikov), Arcebispo de Naro-Fominsk (2010-2014)
- João (Roshchin) (2014-2018)[4]
- Mateus (Andreev) (Administrador temporário desde 14 de outubro de 2018)[5]